# Hiatus anorectal
Le hiatus anorectal est une ouverture dans le diaphragme pelvien.

## Structure
Le hiatus anorectal se situe dans la partie postérieure du diaphragme pelvien entre le hiatus uro-génital et le coccyx.
Ses bords latéraux sont formés par les muscles élévateurs de l'anus.
Il livre passage au rectum et au canal anal.